# 興慶宮

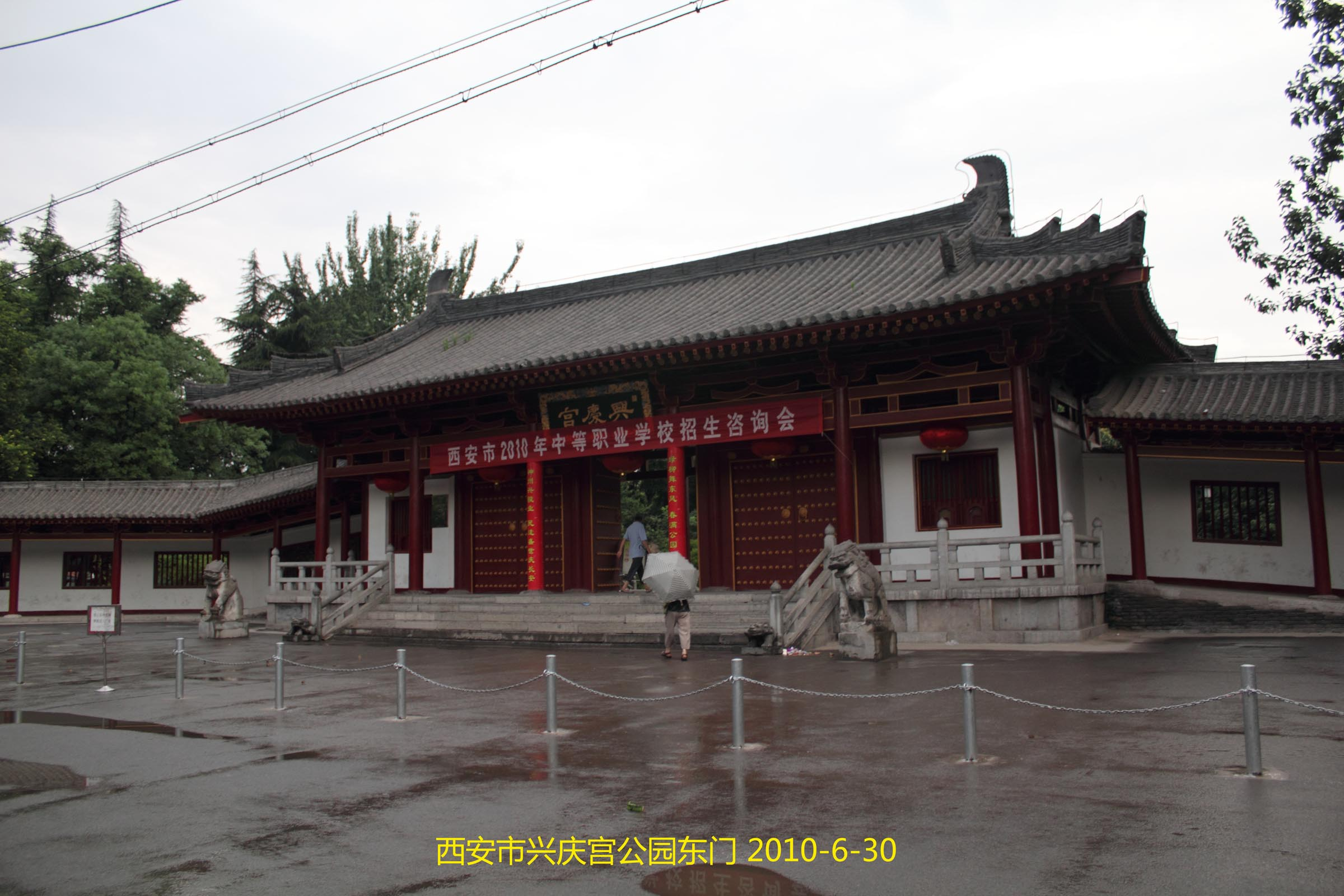
興慶宮東門

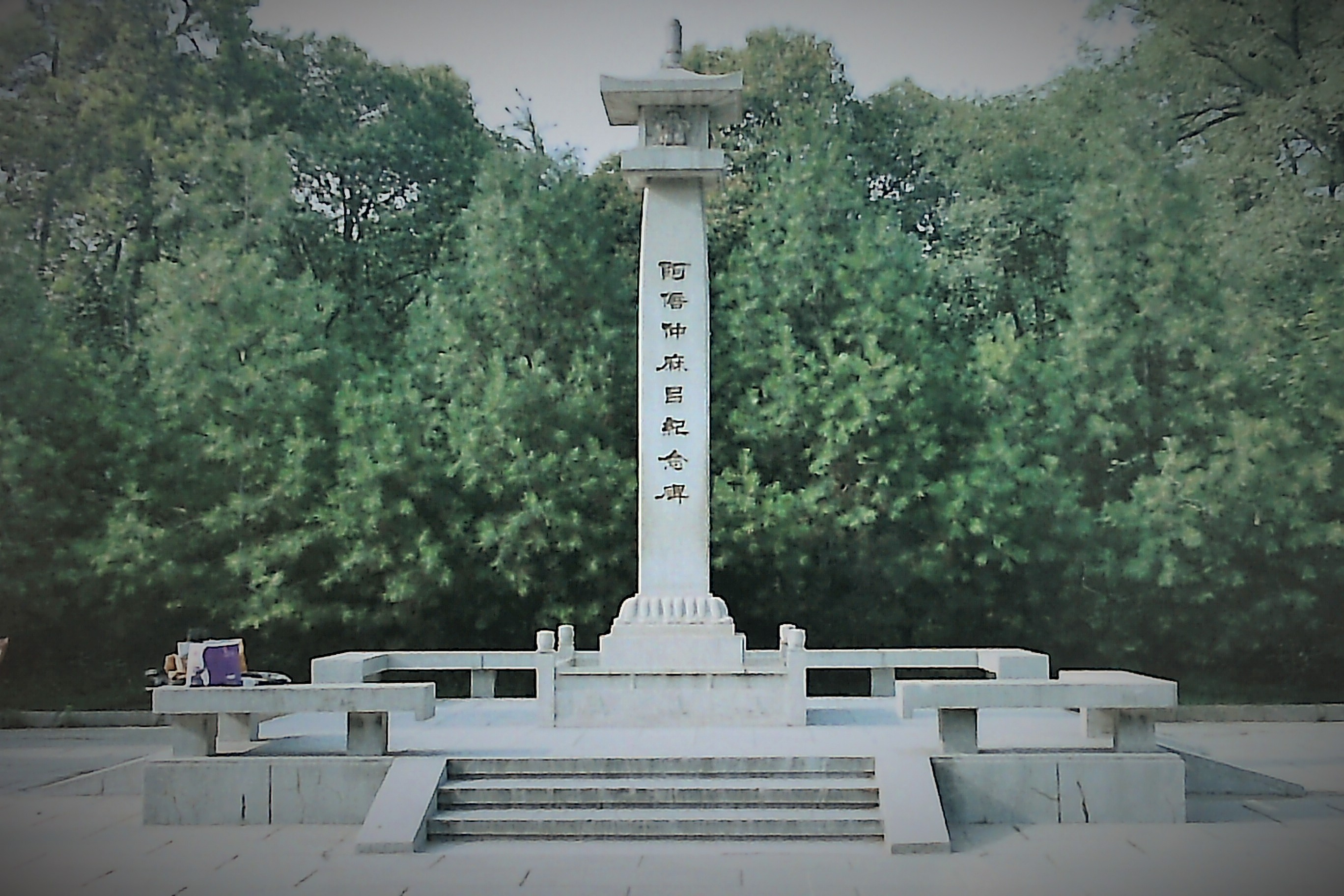
公園内の阿倍仲麻呂記念碑

興慶宮（こうけいきゅう）は、中国陝西省の古都の長安（西安市）において、唐代に造られた宮殿。唐の玄宗の時代に政務が行われたことで知られる。
現在は、建築物はなくなっており、礎石が一部残るだけである。跡地に「興慶宮公園」（以下）ができており、阿倍仲麻呂の記念碑などもある。

## 概要
長安の東端にある「隆慶坊」に位置し、唐の睿宗が皇子であった五人の息子に賜った邸宅が元となった。当時、皇太子であった李隆基（後の玄宗）も他の四人とともに住んでいた。
玄宗が皇帝となった後、「隆慶坊」は、「興慶坊」と改められ、714年（開元2年）、坊名にちなんで、一坊全てを「興慶宮」とする。その後、数次に渡る工事が行われ、720年（開元8年）、宮城の南西部に突き出す形で「勤政務本楼」と「花萼相輝楼」が建造されている。728年（開元16年）正月に、玄宗は興慶宮で政務を行うようになった。興慶宮は北にある「太極宮」・「大明宮」と区別するため、「南内」と呼ばれた。南北1.3キロメートル、東西1.1キロメートルあり、北側が宮殿、南側が庭園となっていた。南には、「竜池」という湖が存在し、船を浮かべることもあった。732年（開元20年）には、興慶宮と長安の東南隅にある曲江池の付近にある離宮「芙蓉園」、北部にある「大明宮」へとつなぐ皇帝専用の通路である「夾城」が完成している。「夾城」は、二重城壁で挟まれた通路であり、住民たちに知られることなく、皇帝たちが移動するためのものであった。
興慶宮の正門は中国の宮殿には珍しく西側にあり、「興慶門」といった。その内にあった興慶宮西北部にある「興慶殿」が正殿となった。その南が「大同殿」であり、横に鐘楼と鼓楼が立ち、老子の像が祀られていた。また、「竜池」の近くには、沈香木で作られた「沈香亭」があった。「勤政務本楼」と「花萼相輝楼」は、直接、大路に接するようにつくられた高層建築物であった。
「竜池」には、雲気がただよい、黄竜が現れ、玄宗が皇帝に即位する前兆となったという伝承があり、南側に、竜を祀る「竜堂」や「五竜壇」があった。また、東北側に「沈香亭」があり、牡丹の名所で知られ、玄宗と楊貴妃が花見を行ったこと、李白がこれを題材に詩を詠い、それを李亀年が歌にしたというエピソードで知られる。近くの「金花落」に衛士の屯所があったと伝えられる。
「大同殿」は、呉道玄と李思訓の山水画が描かれたことで知られる。
「花萼相輝楼」は、興慶宮の西側にある「勝業坊」に住む兄の寧王李憲・弟の薛王李業、西北の「安興坊」に住む兄の申王李撝・弟の岐王李範と親しむために、造られた（玄宗をいれるこの五人で「五王」と呼ばれていた）。玄宗は彼らを呼び、歓楽と親愛を示すと同時に、彼らの動静を調べて遊楽に溺れているのを知り、喜んでいたと伝えられる。
「勤政務本楼」は、玄宗を政務を行う中心的な場となり、重大な儀式を行う場ともなった。玄宗の誕生日である8月5日には、千秋節が行われ、臣下や民衆に酒や肉がふるまわれ、直接、接する春明門大街では、様々な見世物が開かれ、多くの見物人でにぎわった。この時のエピソードとして、宮女の永新の説話が知られる。また、100匹に舞馬が杯を口にくわえて、拝舞するという催しも行われた。
安史の乱後は、急速に衰え、皇帝の来訪もまれとなり、「竜池」も明代に耕地となっている。

## 興慶宮公園
1958年、上海交通大学の西方への移動に関連して、西安で最大の公園である興慶宮殿公園（面積：743エーカー）がその敷地内に設けられた。公園の南側は西安交通大学に向かい合っていて、園内に興慶湖（湖面：150エーカー）もあり、湖上の沈香亭は唐代の建築風になっている。